# سالتو (البرازيل)
سالتو هي مدينة، وبلدية في البرازيل، تقع في ساو باولو، بلغ عدد سكانها 93,159  نسمة وذلك حسب إحصائيات سنة 2000، تبلغ مساحتها 134.258 كيلومتر مربع، رمزها البريدي هو 13320-000 até 13329-999.

## الموقع
تشترك في الحدود مع:
- إنداياتوبا
- ايتو.

## أعلام
- ماركوس روبرتو بيريرا دوس سانتوس
- فينيسيوس بيرغانتين